# Windisch Bleiberg

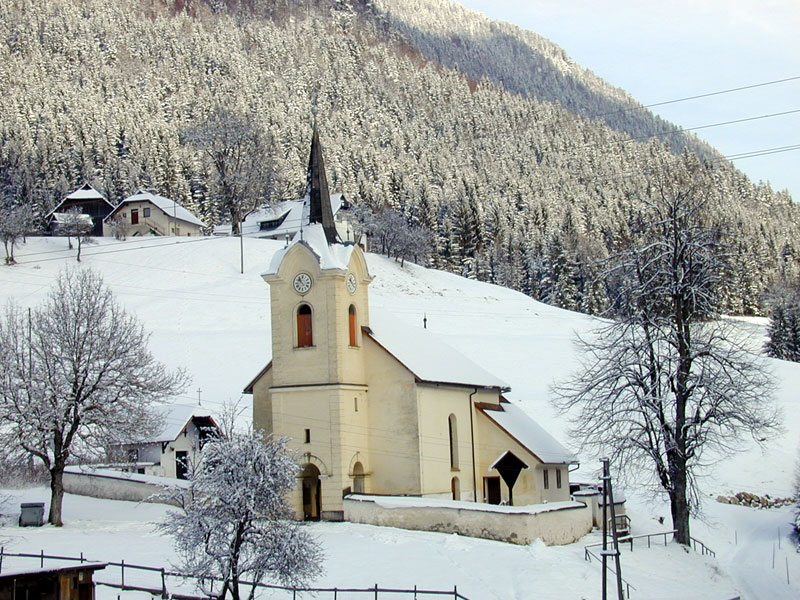
Pfarrkirche Windisch Bleiberg

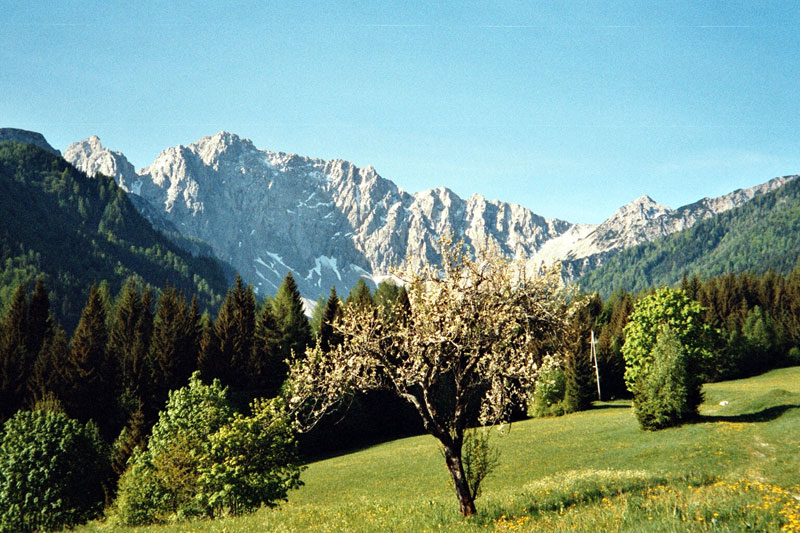
Das Bodental, eines der Haupttäler Windisch Bleibergs, mit Vertatscha

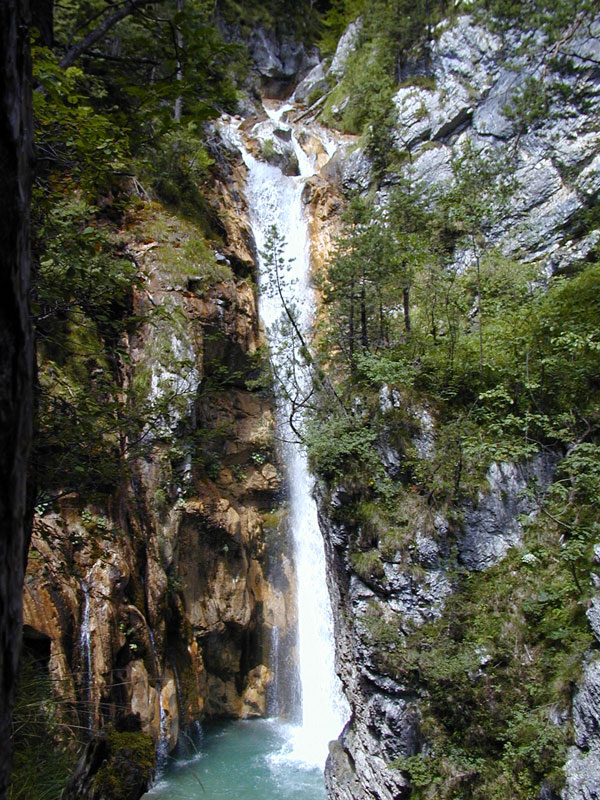
Der Bodenbach entwässert über den Tschaukofall die beiden Haupttäler von Windisch Bleiberg

Windisch Bleiberg (slowenisch Slovenji Plajberk, ortsüblich auch Slovenj Plajberg oder Svinčnica genannt) ist eine Ortschaft und Katastralgemeinde auf dem Gemeindegebiet von Ferlach in Kärnten. Windisch Bleiberg hat 85 Einwohner, davon gehören knapp 40 % der Volksgruppe der Kärntner Slowenen an.

## Geografische Lage
Der Ort liegt auf 948 m ü. A. und ist ungefähr 6 km von der österreichisch-slowenischen Staatsgrenze entfernt. Die Katastralgemeinde Windisch Bleiberg ist 28,12 km² groß. Der höchste Punkt ist der Gipfel der Vertatscha (2180 m), der tiefste Punkt liegt in der Tscheppaschlucht (585 m). Windisch Bleiberg liegt zwischen dem bewaldeten Sinacher Gupf – Singerberg – Zug und der hochaufragenden felsigen Hauptkette der Karawanken. Das Gebiet der Katastralgemeinde besteht im Wesentlichen aus zwei Hochtälern, dem Bodental, wo am Boden und auf den Talflanken Einödhöfe liegen und dem eigentlichen Windisch Bleiberger Graben, wo sich um die Kirche das alte Bergwerksdorf duckt.
Der Bodenbach entwässert die Talschaft und stürzt im Osten über die Gefällstufe des Tschaukofalles in den Loiblbach. Von der benachbarten KG Loibltal ist Windisch Bleiberg durch den Höhenzug des Geißrückens, des Warant, der Heiligen Wand und der Riautza getrennt.
Loibltal nennt sich der vom Kleinen Loibl (Sapotnitza) nach Süden zum Loiblpass ziehende Graben, der vom Loiblbach durchflossen wird und seit der Keltenzeit durch einen Saumweg und später durch eine Reichsstraße erschlossen ist. Im äußersten Westen reicht Windisch Bleiberg über die Anhöhe des Krischnigsattels hinunter in das Bärental bis an den Feistritzbach.
Sieht man von kleinen geschlossenen Häusergruppen in der Nähe der beiden Pfarrkirchen St. Erhard und St. Leonhard ab, so ist das Siedlungsbild der beiden Katastralgemeinden durch weit gestreut gelegene Einödhöfe und stellenweise durch Ansammlungen neuerer Wochenendhäuser geprägt.
Die beiden höchstgelegenen Bauernwirtschaften sind der Ogrisbauer, 1193 m, im hintersten Bodental und das ehemalige Gasthaus „Alpenruhe“ bei den Strugerbauern auf Strugarjach, 1142 m, am Westabhang des Sinacher Gupfes.
Besonders das Bodental und die Tscheppaschlucht haben sich zu ganzjährigen Freizeit- und Erholungsgebieten entwickelt. Man trifft aufgrund der allgemein feststellbaren Abwanderung auch hier immer wieder auf verlassene oder aufgegebene Bauernanwesen.

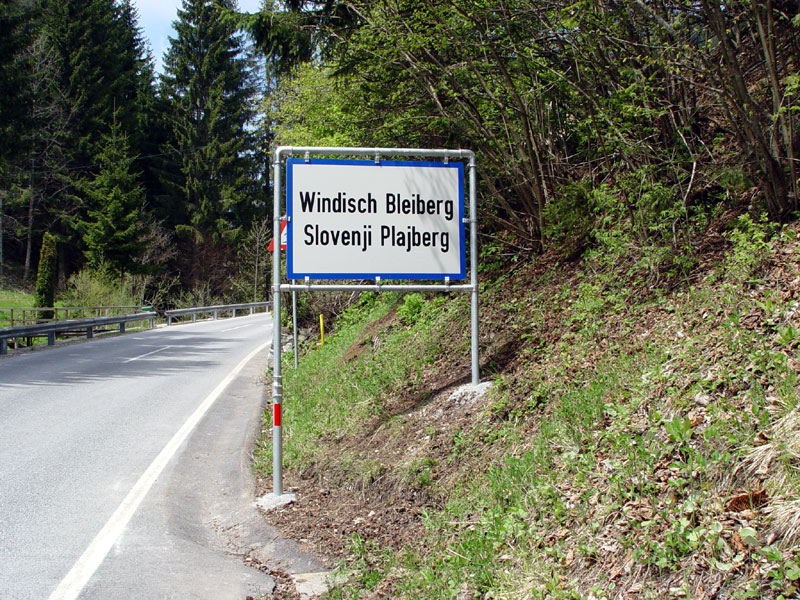
Zweisprachige Ortstafel in Windisch Bleiberg
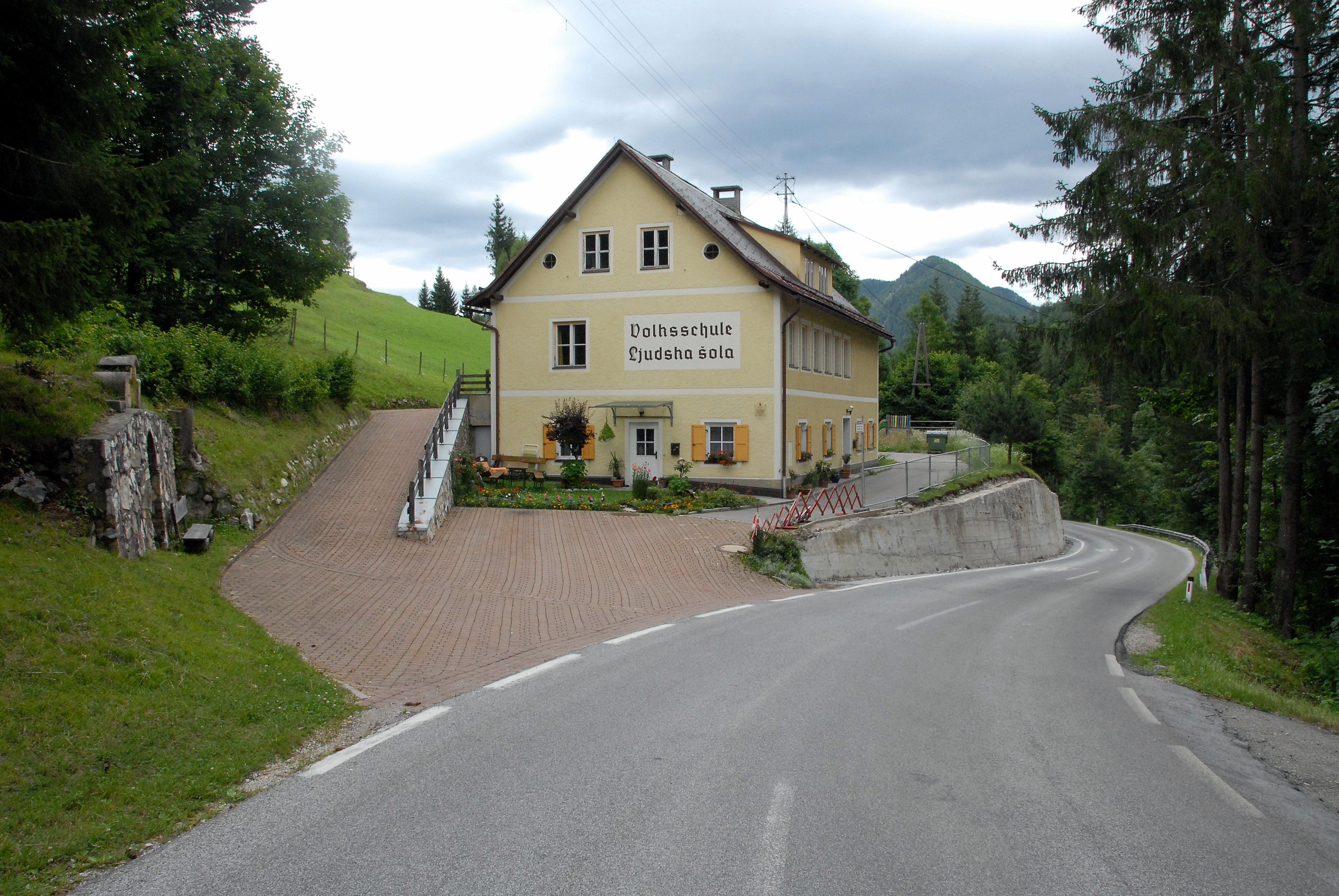
Volksschule in Windisch Bleiberg
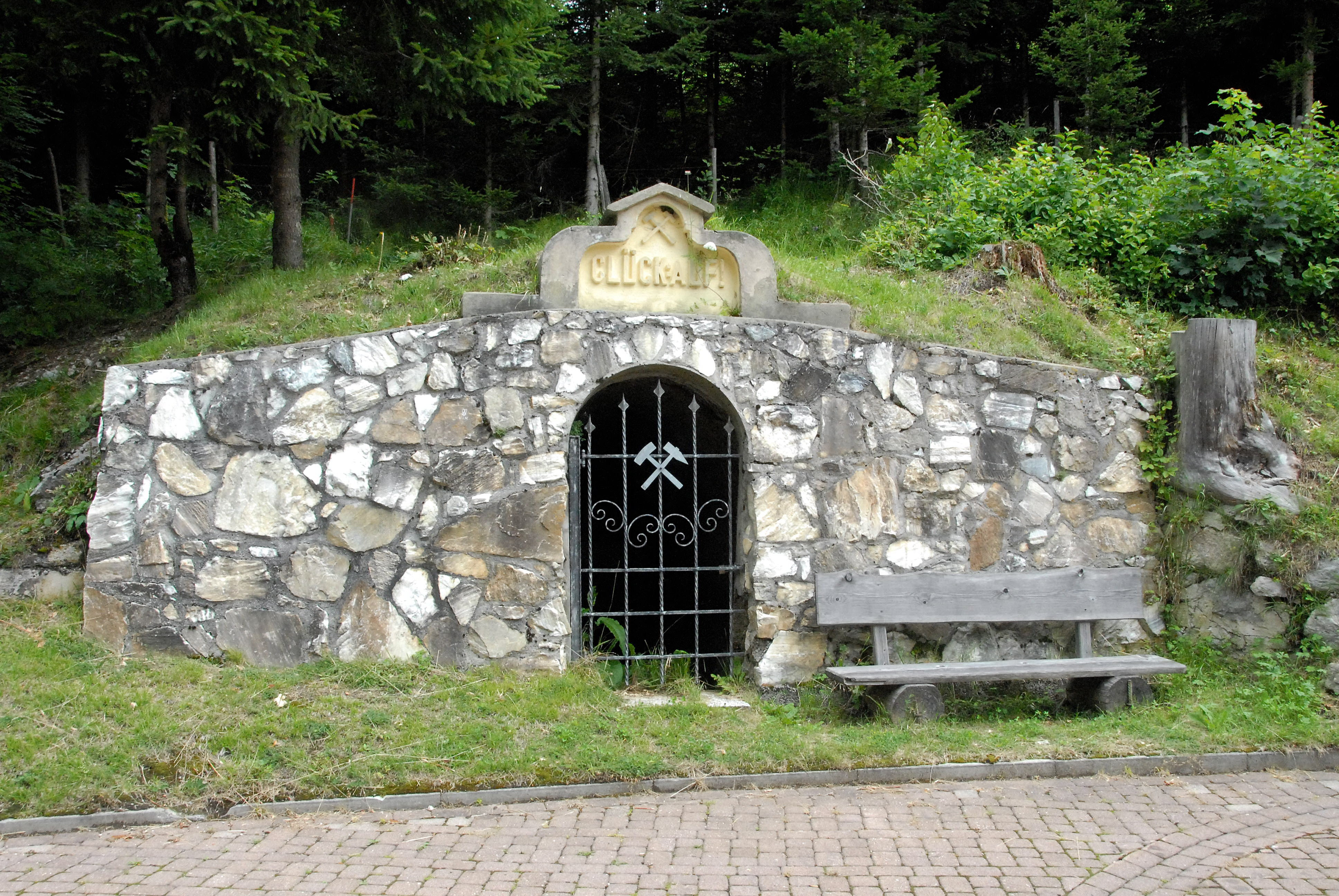
Eingang zum aufgelassenen Bleibergwerk
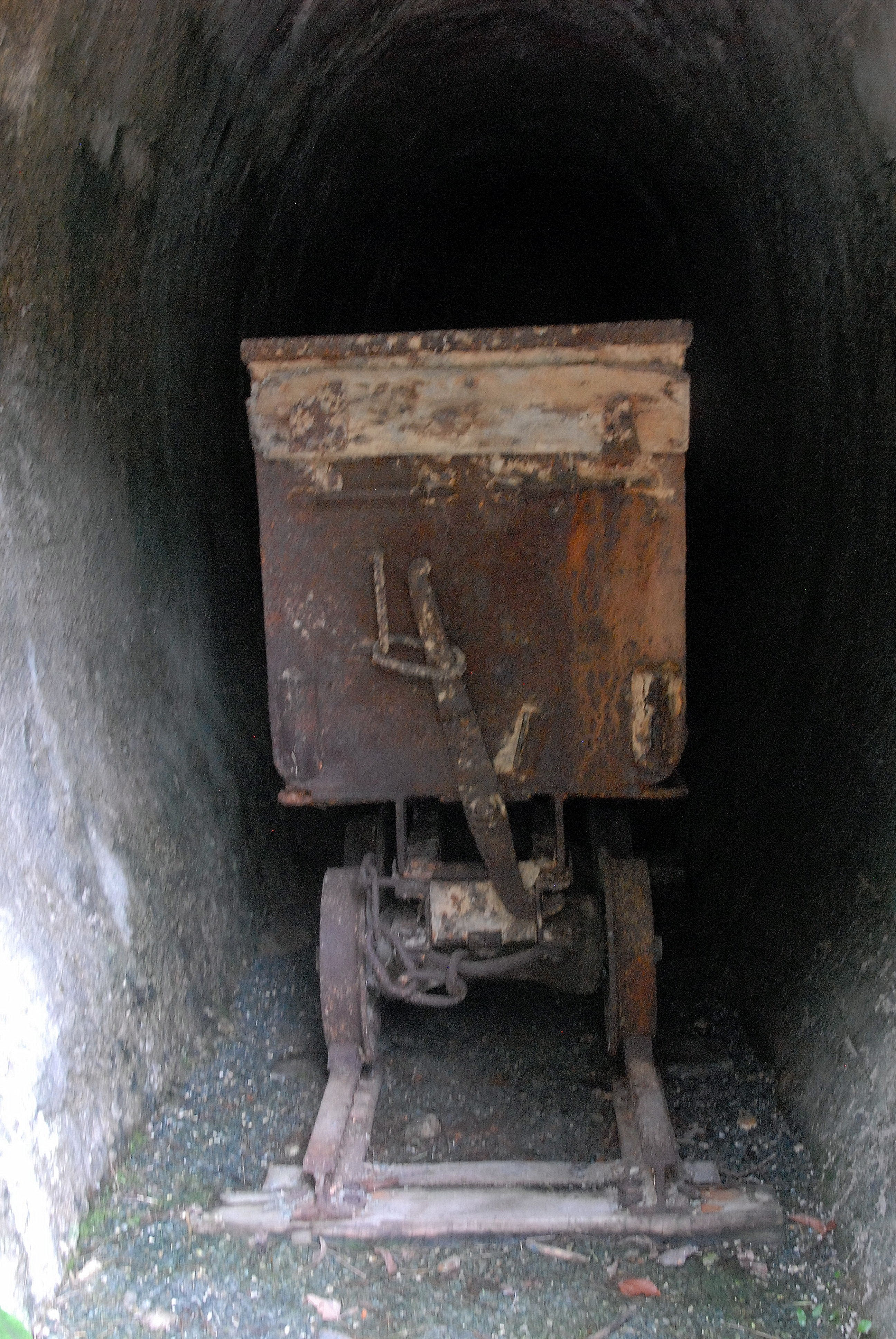
Stollen mit Hunt des aufgelassenen Bleibergwerks

## Geschichte
Urkundlich wurde der Ort im Jahr 1330 als Pleyberch zum ersten Mal erwähnt. Vom 14. bis zu Beginn des 20. Jahrhunderts wurden am nördlich von Windisch Bleiberg gelegenen Singerberg Blei-Zink-Erze abgebaut. 1965 wurde in einem ehemaligen Stollen ein 1947 von der britischen Besatzungsmacht errichtetes Lebensmittel-, Waffen- und Munitionslager gefunden. Der Stollen wurde gesprengt und zugemauert. Bis 1973 eine eigenständige Gemeinde, wurde Windisch Bleiberg im selben Jahr der Stadtgemeinde Ferlach angegliedert.
Im Jahr 2005 wurde die bereits in der Kärntner Topographieverordnung aus dem Jahr 1977 vorgesehene zweisprachige Ortstafel aufgestellt.

### Pfarrkirche zum Heiligen Erhard
Der Erbauungszeitpunkt der dem Heiligen Erhard geweihten Kirche ist bisher nicht bekannt. Vermutlich stand an der Stelle bereits vorher eine Kapelle, die der Schutzpatronin der Bergarbeiter, Barbara, gewidmet war. Ihre Statue findet sich heute an einem Seitenaltar. 1364 erhielt die Kirche gemeinsam mit St. Ulrich in Zell / Sele das Beerdigungs- und Aufbewahrungsrecht übertragen, wurde aber weiterhin durch einen Kaplan aus dem 9 km entfernten St. Zeno in Kappel im Rosental betreut. Ihr heutiges Aussehen im Stil des Barock erhielt die Kirche im 18. Jahrhundert. 1752 wurde Windisch Bleiberg von der Mutterpfarre in Kappel gelöst und zum Vikariat und 1785 zur selbständigen Pfarre erhoben. Die Wahl des „deutschen“ Kirchenpatrons Erhard,  Bischof um 700 in Regensburg, ist für die Gegend außergewöhnlich, da Windisch-Bleiberg zum südlich der Drau liegenden Patriarchat von Aquileja gehörte, wo nahezu ausschließlich Slowenisch gesprochen wurde. Vermutlich haben Bayerische oder sächsische Bergknappen den um 1050 Heiliggesprochenen mitgebracht, heißt es doch noch um 1650: „… dass alle Knappen, einschließlich des Schmölzers Sachsen seien.“ Der Bergbau in Kärnten war im Mittelalter eine boomender Wirtschaftszweig und führte in vielen Bergwerksorten der Alpen zu einem Zuzug deutscher Gastarbeiter.

### Hollenburgsche Verwaltung – „Ambt der Gereutter in Bleyperg“
Die Grundherrschaft Hollenburg übte über viele Jahrhunderte die weltliche Herrschaft über Bleiberg aus. Ursprünglich eine Schenkung an das Stift Viktring, waren die Ländereien und die dort lebenden Menschen bald im Kauf oder Tausch an die Herrschaft Hollenburg gekommen. Eines der Ämter war ursprünglich das Amt der „Gereuter“ in Bleiberg und in Zell, welches sich teilte, so dass vier Ämter entstanden:
- Schlossamt nördlich der Drau
- Amt an der Strau im Boden des Rosentales
- Amt der Gereuter in Zell und das
- Amt der Gereuter in Bleiberg im Gebirge

Das Amt der Gereuter in Bleiberg im Gebirge umfasste neben dem Bodental, dem Bleiberger Graben und dem Loibltal auch die Siedlung am Rabenberg und das hintere Bärental, welches damals „Hinterm Gupf“ hieß.

### Namensliste von 1490

Namensliste von 1490

Die älteste namentliche Aufzeichnung der Gereuter in Bleiberg stammt aus dem Jahre 1490, wurde vom damaligen Burggrafen Gandolf von Khünegg angelegt und diente als Abgabenliste. Neben den abgabepflichtigen Leibeigenen der Herrschaft Hollenburg sind dort auch städtische Ratsbürger die in Bleiberg Besitz hatten, sowie ein Schweinsucher, ein Sagmeister, ein Mesner und der Abt von Viktring angeführt.
Einige wenige hatten damals schon einen Tauf- und einen Zunamen, die meisten aber hatten nur einen Taufnamen und wurden von der Herrschaft mit einem zusätzlichen Namen versehen, damit sie bei der Entrichtung ihres Zehentes und beim Leisten des Robots (Fronarbeit) besser unterschieden werden konnten. So entstanden quasi als Ersatz für die heutige Steuernummer die ersten Vulgonamen, welche später in die landläufige Umgangssprache übertragen wurden.

## Sagen
- Von der Zauberin Barba in Windisch Bleiberg.[4]

Um die Zauberin Barba, vor vielen Jahren weit um bekannt und gefürchtet, ranken viele Mären. Es gab den Aberglauben, dass es mit entsprechendem Wissen möglich sei, den Stiel einer Axt zu melken, wenn man vor dem Schlagen der Hacke in den Holzbloch den Namen jener Kuh nennt, von der die Milch „abgezapft“ werden soll. Barba war eine Spezialistin für diese Praktik, weshalb sie eines Tages von einem rachesüchtigen Bauern aufgesucht wurde. Nachdem dieser den Namen der Kuh des Nachbarn genannt hatte und, angefeuert von Barba, den Stil zu melken begann, rann schließlich statt Milch Blut aus dem Stil und die Kuh des Nachbars fiel tot um.
Ein anderes Mal machte Barba die Tochter des Großbauern Pint-Adam wieder sehend, nachdem diese bei einem Kirchtag von einem Mann falsch angeblickt worden war. Die Kranke bekam einen Lederring um den bloßen Leib. Der Bauer erhielt drei Nähte. Diese waren immer „hinterrücks“ in den Bach zu werfen, wenn man eine Brücke überquerte, über die man auch Tote führte. Als dies erledigt war und der Gürtel in Verlust geriet, war die Tochter geheilt.
Einmal fand ein Bauer einen im Misthaufen versteckten Goldgulden nicht mehr. Er bat Barba um Hilfe. Diese schickte ihn weg und pfiff ihren Bock herbei, dem Feuer aus dem Maul schlug. Der Bock sagt: „Sag‘ ihm, der Nachbar habe den Gulden gestohlen! Doch hat ihn ein Schwein verschluckt, das im Dünger wühlte.“ Der Bauer hatte das heimlich mitangehört, schlachtete das Schwein und hatte sein Geld wieder.
Unfrieden stiften war das Lieblingsgeschäft der Barba. Beim Stin in Mitterwinkel gaben die Kühe plötzlich weniger Milch. Die Barba riet der Jungbäurin, in der Nacht Lärchenholz auf dem offenen Herd   brennen zu lassen und der Täter werde erscheinen. Die Altbäurin hatte das Knistern des Holzes gehört und ging nachsehen, weshalb sie von der Jungbäurin für die Täterin gehalten wurde. Aufgeklärt wurde die Geschichte von einem im Haus anwesenden Brentler, dem Skutouz-Joze, der alles mitgehört hatte.
Der Koschutnigbauer hatte sich mit dem Pfarrer von Zell zerstritten. Als ihn dieser wieder einmal von der Kanzel herab beschimpfte, kränkte er sich so sehr, dass er schwer erkrankte und abmagerte. Er rief die Barba zu Hilfe und versprach ihr seine schönste trächtige Kalbin. Er bekam einen Ledergurt um den Leib, hinter dem Blumen gesteckt wurden, worauf er bald genas. Der Pfarrer hingegen wurde sehr krank, und sein Leib fing an, sich zu schälen. Der Pfarrer ahnte, wer ihn verflucht haben könnte, leistete beim Koschutnigbauer Abbitte und der Fluch fiel von ihm.
Die Zauberin Barba, von der von Zell bis Windisch Bleiberg schaurige Geschichten erzählt wurden, soll ihr  unseliges Ende in der Hollenburg gefunden haben. Sie wurde erschlagen und der Scherge schlug ihr noch einen Nagel in den Kopf. Begraben ist sie im Wald unweit der Burg. Lange noch liefen ihre feuerspeienden Böcke nächtlicherweile um das Grab.
- Das Weltende. Überlieferung aus Windisch Bleiberg von 1910.[5]

Weil er sich in seinem Stolz und  Siegesübermut gegen Gott auflehnte, war König Matthias samt Heer unter dem Toten Meer verschüttet worden. Nun sei die Zeit der Buße vorbei, und er wird sich mit seinem riesigen Heer erheben und dem Kaiser zu Hilfe kommen. Am Zeierfelde (Sorško polje) bei Bischoflack in Oberkrain (heute Škofja Loka in Slowenien) werden unter einer siebenwipfeligen Linde Friedensverhandlungen von sieben Königen stattfinden. Daraufhin werde es große Umwälzungen geben. Die Zahl der Menschen werde sich verringern, aber es werden Verträglichkeit und Friede herrschen. Frühere Todfeinde werden sich umarmen und mit den Worten anreden: „Bruder, wo bist du denn gewesen, dass du noch lebst?“ Dann wird ein Glaube, ein Maß, ein Stall und ein Hirte sein.

## Kultur und Sehenswürdigkeiten
- Katholische Pfarrkirche Windisch Bleiberg hl. Erhard

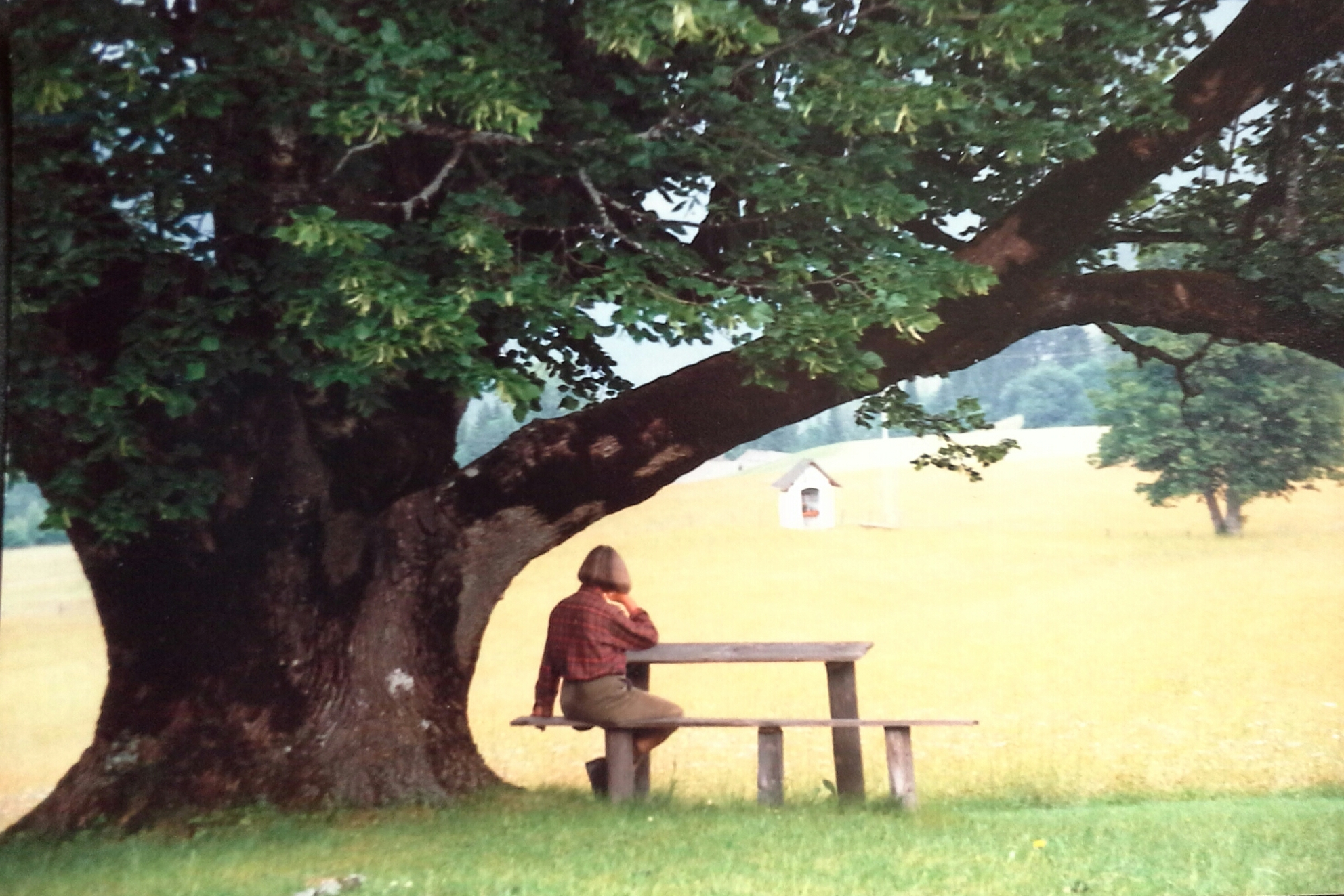
Alte Sommerlinde beim Gasthof Bodenbauer 1996.

- Alte Sommerlinde beim Gasthof Bodenbauer 1996.Alte Sommerlinde beim Gasthaus Bodenbauer